# In Concert/MTV Plugged
In Concert/MTV Plugged es el segundo álbum en directo del músico estadounidense Bruce Springsteen, publicado por la compañía discográfica Columbia Records en abril de 1993. El álbum formó parte de la serie de conciertos Unplugged de la cadena de televisión MTV, grabado el 22 de septiembre de 1992 en los Warner Hollywood Studios de Los Ángeles (California), poco antes del comienzo de la gira de promoción de Human Touch y Lucky Town.
A diferencia del formato habitual en los conciertos unplugged, Springsteen solo tocó en acústico la canción «Read Headed Woman», antes de salir con el resto del grupo, denominado «The Other Band» tras la disolución en 1989 de la E Street Band, e interpretar un concierto en eléctrico. Debido a ello, el álbum fue denominado MTV Plugged, a menudo escrito como XXPlugged por el diseño de la portada.

## Historia
El álbum, publicado en abril de 1993, obtuvo una displicente recepción de la prensa musical, debido al extenso uso de canciones de sus dos últimos trabajos en detrimento de sus éxitos con la E Street Band. Entertainment Weekly se refirió al álbum como: «In Concert/MTV Plugged, que, con timbres de la E Street centrándose en material en solitario de Bruce... Bien, no iremos ahí». Su publicación en los Estados Unidos se retrasó hasta agosto de 1997, momento en el que llegó al puesto 189 de la lista Billboard 200, la peor posición en la carrera musical de Springsteen.
Previo a su publicación como álbum, In Concert/MTV Plugged apareció como VHS el 15 de diciembre de 1992, con una mayor cantidad de canciones en comparación con el álbum. El 9 de noviembre de 2004, fue reeditado en formato DVD.

## Lista de canciones
Todas las canciones escritas y compuestas por Bruce Springsteen. 
| Álbum |                                |          |  |
| N.º   | Título                         | Duración |  |
| 1.    | «Red Headed Woman»             | 2:52     |  |
| 2.    | «Better Days»                  | 4:30     |  |
| 3.    | «Atlantic City»                | 5:40     |  |
| 4.    | «Darkness on the Edge of Town» | 4:41     |  |
| 5.    | «Man's Job»                    | 5:44     |  |
| 6.    | «Human Touch»                  | 7:30     |  |
| 7.    | «Lucky Town»                   | 5:03     |  |
| 8.    | «I Wish I Were Blind»          | 5:14     |  |
| 9.    | «Thunder Road»                 | 5:30     |  |
| 10.   | «Light of Day»                 | 8:14     |  |
| 11.   | «If I Should Fall Behind»      | 4:45     |  |
| 12.   | «Living Proof»                 | 6:06     |  |
| 13.   | «My Beautiful Reward»          | 6:00     |  |

| VHS / DVD |                                |          |  |
| N.º       | Título                         | Duración |  |
| 1.        | «Red Headed Woman»             |          |  |
| 2.        | «Better Days»                  |          |  |
| 3.        | «Local Hero»                   |          |  |
| 4.        | «Atlantic City»                |          |  |
| 5.        | «Darkness on the Edge of Town» |          |  |
| 6.        | «Man's Job»                    |          |  |
| 7.        | «Growin' Up»                   |          |  |
| 8.        | «Human Touch»                  |          |  |
| 9.        | «I Wish I Were Blind»          |          |  |
| 10.       | «Thunder Road»                 |          |  |
| 11.       | «Light of Day»                 |          |  |
| 12.       | «The Big Muddy»                |          |  |
| 13.       | «57 Channels (and Nothin' On)» |          |  |
| 14.       | «My Beautiful Reward»          |          |  |
| 15.       | «Glory Days»                   |          |  |

## Personal
- Bruce Springsteen: voz, guitarra y armónica
- Zachary Alford: batería
- Roy Bittan: teclados
- Shane Fontayne: guitarra
- Tommy Sims: bajo
- Crystal Taliefero: guitarra, percusión y coros
- Gia Ciambotti: coros
- Carol Dennis: coros
- Cleopatra Kennedy: coros
- Bobby King: coros
- Angel Rogers: coros
- Patti Scialfa: guitarra y coros en «Human Touch»

## Posición en listas
| Año  | País           | Lista                       | Posición |
| ---- | -------------- | --------------------------- | -------- |
| 1993 | Alemania       | Media Control Albums Charts | 88       |
| 1993 | Estados Unidos | Billboard 200               | 189      |
| 1993 | Noruega        | VG-lista Albums Chart       | 3        |
| 1993 | Nueva Zelanda  | New Zealand Top 40 Albums   | 19       |
| 1993 | Países Bajos   | Mega Album Top 100          | 4        |
| 1993 | Reino Unido    | UK Album Chart              | 4        |
| 1993 | Suecia         | Albums Top 60               | 14       |